# 1163年
| 千纪： | 2千纪 |
| 世纪： | 11世纪 \| 12世纪 \| 13世纪 |
| 年代： | 1130年代 \| 1140年代 \| 1150年代 \| 1160年代 \| 1170年代 \| 1180年代 \| 1190年代                                                 |
| 年份： | 1158年 \| 1159年 \| 1160年 \| 1161年 \| 1162年 \| 1163年 \| 1164年 \| 1165年 \| 1166年 \| 1167年 \| 1168年                       |
| 纪年： | 癸未年（羊年）；西夏天盛十五年；金大定三年；西辽绍兴十三年；南宋隆興元年；大理盛明二年；越南政隆寳應元年；日本應保三年，長寬元年 |

## 大事记
- 岳飞被平反。
- 隆兴北伐
- 遼仁宗耶律夷列去世，由於幼子耶律直魯古年幼，遺命其妹耶律普速完臨朝稱制。
- 巴黎圣母院开建。

## 出生
- 西夏神宗李遵頊
- 金宣宗完顏珣

## 逝世
- 耶律夷列，耶律大石和蕭塔不煙之子，耶律普速完之兄，西遼第二任君主。